# Mistrovství světa v biatlonu 2024 – štafeta mužů
Mužská štafeta na Mistrovství světa v biatlonu 2024 se konala v sobotu 17. února v Novém Městě na Moravě na biatlonovém stadionu Vysočina Arena. Závod odstartoval v 16:30 hodin středoevropského času.
Obhájcem prvenství byl francouzský tým, který v tomto roce dojel třetí. Úřadujícími olympijskými šampiony byli reprezentanti Norska, kteří obsadili druhé místo.
Vítězem se stala švédská štafeta ve složení Viktor Brandt, Martin Ponsiluoma, Jesper Nelin a Sebastian Samuelsson. Jednalo se o první vítězství Švédska v mužské štafetě na mistrovství světa od roku 1958.

## Průběh závodu
Při štafetě mužů se oproti předchozímu závodu žen uklidnil vítr. Tomáš Mikyska zastřílel obě své položky bezchybně a předával na druhém místě ve skupině s Estonskem, Kazachstánem a Německem. Michal Krčmář pak na druhém úseku dobíjel jen jednou a po čtvrté střelbě vedl o sedm vteřin, ale předjel jej Nor Tarjei Bø přesto, že po střelbě vleže jel trestné kolo. Krčmář předával s téměř čtvrtminutovým náskokem před třetím Švédskem. Jonáš Mareček pak potřeboval jen dva náhradní náboje, ale běžel pomaleji a postupně jej předjeli švédští a němečtí biatlonisté. Johannes Thingnes Bø mezitím jel v čele s půlminutovým náskokem. Ten se zvýšil na více než minutu po sedmé střelbě, kdy Vetle Sjåstad Christiansen střílel lépe než Švéd Sebastian Samuelsson. Při poslední střelbě však Christiansen pětkrát nezasáhl terč a musel na dvě trestná kola. Samuelsson díky tomu odjížděl do posledního kola s náskokem 20 vteřin a zvítězil. Před Christiansena se dostal ještě o pět vteřin Francouz Quentin Fillon Maillet přesto, že Francie jela po druhé střelbě vinou trestného kola až na 13. místě. Nor jej však dojel, v posledním stoupání před cílem jej předjel a vybojoval stříbrné medaile. Čtvrté skončilo Německo a páté překvapivě USA. Za české biatlonisty jel na posledním úseku Vítězslav Hornig. Na střelnici si přes tři dobíjení při střelbě vstoje udržoval svou pozici, ale na trati jej postupně předjeli Fillon Maillet, Američan Jake Brown a před cílem i Ital Tommaso Giacomel. Česká štafeta tak skončila sedmá.

## Výsledky
| Zlatá medaile                        | 5  | ŠvédskoViktor Brandt Jesper Nelin Martin Ponsiluoma Sebastian Samuelsson             | 1:16:22,6 19:02,1 19:17,3 18:46,3 19:16,9 | 0+4 0+5 0+0 0+2 0+2 0+1 0+2 0+0          |         |
| Stříbrná medaile                     | 1  | NorskoSturla Holm Laegreid Tarjei Bø Johannes Thingnes Bø Vetle Sjåstad Christiansen | 1:16:34,4 19:23,3 18:37,5 18:34,6 19:59,0 | 0+3 4+8 0+1 1+3 0+0 0+2 0+2 0+0 0+0 3+3  | +11.8   |
| Bronzová medaile                     | 3  | FrancieÉric Perrot Fabien Claude Émilien Jacquelin Quentin Fillon Maillet            | 1:16:35,4 19:09,4 19:48,0 18:49,5 18:48,5 | 2+7 1+6 0+3 1+3 2+3 0+0 0+1 0+2 0+0 0+1  | +12.8   |
| 4.                                   | 2  | NěmeckoJustus Strelow Johannes Kühn Philipp Nawrath Benedikt Doll                    | 1:17:14,2 18:39,9 20:06,5 18:48,7 19:39,1 | 0+1 1+7 0+0 0+0 0+1 1+3 0+0 0+1 0+0 0+3  | +51,6   |
| 5.                                   | 14 | USAVincent Bonacci Sean Doherty Campbell Wright Jake Brown                           | 1:17:44,8 19:22,0 19:35,7 18:50,2 19:56,9 | 0+2 0+6 0+2 0+0 0+0 0+3 0+0 0+1 0+0 0+2  | +1:22,2 |
| 6.                                   | 4  | ItálieElia Zeni Didier Bionaz Lukas Hofer Tommaso Giacomel                           | 1:18:06,7 19:40,9 20:21,2 19:12,0 18:52,6 | 1+5 0+6 0+0 0+3 1+3 0+1 0+2 0+0 0+0 0+2  | +1:44,1 |
| 7.                                   | 9  | ČeskoTomáš Mikyska Michal Krčmář Jonáš Mareček Vítězslav Hornig                      | 1:18:10,6 18:39,0 19:27,2 19:35,7 20:28,7 | 0+2 0+4 0+0 0+0 0+1 0+0 0+1 0+1 0+0 0+3  | +1:48,0 |
| 8.                                   | 10 | FinskoJaakko Ranta Otto Invenius Tero Seppälä Olli Hiidensalo                        | 1:18:46,5 19:32,8 19:12,9 19:10,9 20:49,9 | 0+4 1+7 0+2 0+3 0+1 0+0 0+1 0+1 0+0 1+3  | +2:23,9 |
| 9.                                   | 17 | PolskoKonrad Badacz Andrzej Nędza-Kubiniec Jan Guńka Marcin Zawół                    | 1:19:26,0 19:16,3 19:52,8 20:04,6 20:12,3 | 0+2 0+4 0+0 0+1 0+1 0+1 0+1 0+3 0+0 0+0  | +3:03,4 |
| 10.                                  | 12 | KazachstánAlexandr Muchin Vladislav Kirejev Asset Dyussenov Nikita Akimov            | 1:19:34,2 18:39,5 20:01,4 19:55,3 20:58,0 | 0+8 0+2 0+0 0+0 0+3 0+0 0+2 0+0 0+3 0+2  | +3:11,6 |
| 11.                                  | 8  | SlovinskoMiha Dovžan Jakov Fak Lovro Planko Anton Vidmar                             | 1:19:40,5 19:21,6 19:27,7 20:14,0 20:37,2 | 0+6 0+8 0+1 0+3 0+1 0+1 0+3 0+1          | +3:17,9 |
| 12.                                  | 6  | RakouskoDavid Komatz Simon Eder Felix Leitner Patrick Jakob                          | 1:19:44,6 20:08,1 19:21,9 20:06,8 20:07,8 | 0+3 1+6 0+2 1+3 0+0 0+0 0+0 0+2 0+1 0+1  | +3:22,0 |
| 13.                                  | 11 | UkrajinaArtem Pryma Dmytro Pidručnyj Denys Nasyko Anton Dudčenko                     | 1:20:06,3 19:28,8 19:14,4 21:07,0 20:16,1 | 0+3 1+8 0+2 0+2 0+1 0+1 0+0 1+3 0+0 0+2  | +3:43,7 |
| 14.                                  | 7  | ŠvýcarskoJoscha Burkhalter Sebastian Stalder Jeremy Finello Niklas Hartweg           | 1:20:35,3 19:51,9 19:37,7 20:52,7 20:13,0 | 1+9 1+6 0+3 0+2 0+1 0+0 1+3 1+3 0+2 0+1  | +4:12,7 |
| 15.                                  | 13 | RumunskoDmitrii Shamaev George Colțea George Buta Raul Flore                         | 1:20:52,1 19:27,9 20:17,6 20:21,5 20:45,1 | 0+5 0+6 0+0 0+1 0+2 0+3 0+1 0+1 0+2 0+1  | +4:29,5 |
| 16.                                  | 15 | LotyšskoRenārs Birkentāls Edgars Mise Aleksandrs Patrijuks Andrejs Rastorgujevs      | 1:21:11,9 19:29,8 20:17,6 22:06,6 19:17,9 | 0+3 2+11 0+0 0+3 0+3 2+3 0+0 0+2         | +4:49,3 |
| 17.                                  | 21 | EstonskoRene Zahkna Kristo Siimer Jakob Kulbin Raido Ränkel                          | 1:21:12,0 18:38,6 22:08,8 20:04,7 20:19,9 | 2+5 3+8 0+0 0+1 2+3 2+3 0+1 0+1 0+1 1+3  | +4:49,4 |
| 18.                                  | 18 | BulharskoBlagoy Todev Anton Sinapov Vasil Zashev Konstantin Vasilev                  | 1:21:54,7 19:06,4 20:22,5 21:06,0 21:19,8 | 0+4 0+4 0+1 0+1 0+0 0+0 0+1 0+2 0+2 0+1  | +5:32,1 |
| 19.                                  | 22 | KanadaChristian Gow Logan Pletz Haldan Borglum Adam Runnalls                         | 1:22:12,2 19:29,3 20:30,7 21:45,1 20:27,1 | 0+2 0+2 0+1 0+0 0+0 0+1 0+1 0+1 0+0 0+0  | +5:49,6 |
| 20.                                  | 16 | LitvaTomas Kaukėnas Vytautas Strolia Maksim Fomin Jokūbas Mackinė                    | 1:22:22,1 19:53,8 19:35,3 21:00,4 21:52,6 | 0+3 2+9 0+0 0+3 0+0 0+0 0+2 1+3 0+1 1+3  | +5:59,5 |
| 21.                                  | 19 | MoldavskoMihail Usov Pavel Magazeev Maksim Makarov Andrei Usov                       | 1:22:34,9 20:07,9 20:22,0 19:51,4 22:13,6 | 0+4 0+5 0+0 0+2 0+0 0+0 0+1 0+0 0+3 0+3  | +6:12,3 |
| 22.                                  | 20 | BelgieFlorent Claude Cesar Beauvais Marek Mackels Julien Petitjacques                | 1:23:01,1 18:46,5 21:14,0 21:13,6 21:47,0 | 0+2 1+10 0+0 0+1 0+0 1+3 0+2 0+3 0+0 0+3 | +6:38,5 |
| 23.                                  | 24 | SlovenskoTomáš Sklenárik Damián Cesnek Matej Badan Matej Kazár                       | LAP 20:16,3 21:06,1                       | 0+3 1+3 0+1 0+2 0+0 0+1                  |         |
| 24.                                  | 23 | Jižní KoreaAlexandr Starodubets Timofey Lapshin Choi Du-jin Kang Yoonjae             | LAP 21:15,3 20:36,9                       | 1+3 0+2 0+2 0+3 0+1 0+2                  |         |
| Zdroj: LAP – štafeta předjeta o kolo |    |                                                                                      |                                           |                                          |         |